# Soziales Lächeln

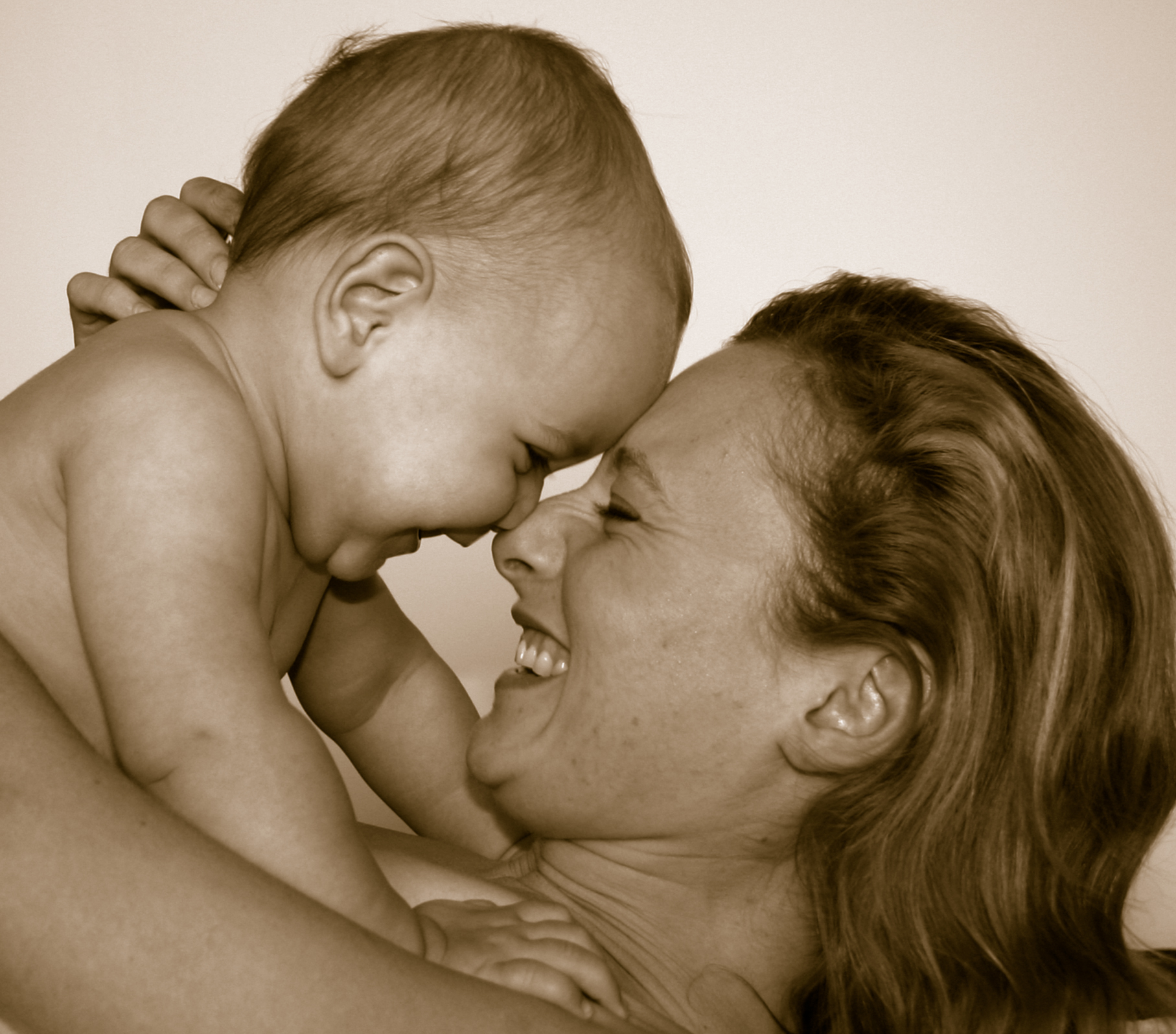
Miteinander lachen

Mit dem sozialen Lächeln (auch: Widerlächeln) wird in der Entwicklungspsychologie die angeborene Fähigkeit eines Säuglings bezeichnet, mit einem Lächeln auf seine Umgebung – insbesondere auf Gesichter – zu reagieren.
Ungefähr sechs bis acht Wochen nach dem angesetzten Geburtstermin entwickeln die meisten Säuglinge diese Fähigkeit. Schon ab der Geburt zeigen sie eine erhöhte Aufmerksamkeit für Gesichter. Außerdem können Neugeborene eine bestimmte Mimik deutlich zeitversetzt nachahmen (zum Beispiel eine herausgestreckte Zunge).
Über die Bedeutung des sozialen Lächelns gibt es unterschiedliche Theorien – deutlich ist aber, dass es eine wichtige Fähigkeit ist, um mit anderen Menschen in Interaktion zu treten und so aktiv eine Beziehung und darüber Bindung aufzubauen. Herzhaft lachen können Säuglinge ungefähr ab dem vierten Lebensmonat.
Durch bestimmte Störungen kann es vorkommen, dass ein Kind das soziale Lächeln verlernt. Oft beobachtet werden kann dieses Phänomen beim West-Syndrom, einer besonderen Form frühkindlicher Epilepsie. Nach erfolgreicher Behandlung kehrt die Fähigkeit zurück.
Ein diagnostisch wichtiges Kriterium für frühkindlichen Autismus ist u. a., dass ein Kind kein soziales Lächeln entwickelt.